# Lijst van voetbalinterlands Algerije - Tsjaad (vrouwen)
Deze lijst van voetbalinterlands is een overzicht van alle officiële voetbalinterlands tussen de nationale vrouwenteams van Algerije en Tsjaad. De landen hebben tot nu toe twee keer tegen elkaar gespeeld.

## Wedstrijden
| № | Plaats   | Datum        | Competitie                          | Wedstrijd         | Uitslag |
| - | -------- | ------------ | ----------------------------------- | ----------------- | ------- |
| 1 | Blida    | 4 april 2019 | Olympische Spelen 2020 kwalificatie | Algerije − Tsjaad | 2 − 0   |
| 2 | Ndjamena | 9 april 2019 | Olympische Spelen 2020 kwalificatie | Tsjaad − Algerije | 1 − 1   |

## Samenvatting
| Competitie                     | Totaal gespeeld | Winst Algerije | Gelijk | Winst Tsjaad | Doelsaldo Algerije – Tsjaad |
| ------------------------------ | --------------- | -------------- | ------ | ------------ | --------------------------- |
| Olympische Spelen kwalificatie | 2               | 1              | 1      | 0            | 3 − 1                       |
| Totaal                         | 2               | 1              | 1      | 0            | 3 − 1                       |